# Tropische Frucht

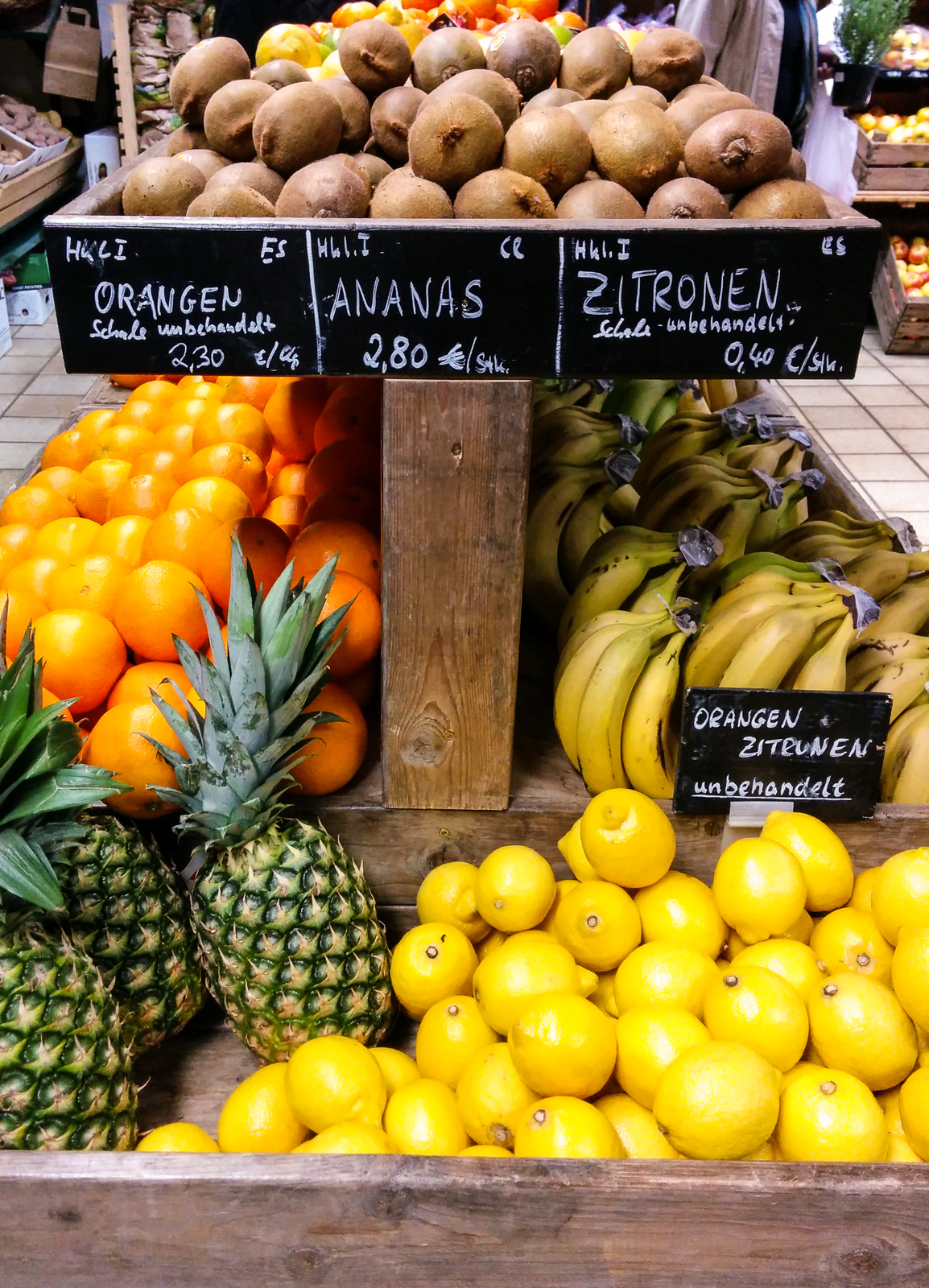
Verkaufsstand mit einigen typischen Südfrüchten

Tropische Frucht (seltener Tropenfrucht) ist eine im Lebensmittelbereich übliche Bezeichnung für Früchte, die in den Tropen und häufig auch in den Subtropen angebaut werden.
Südfrüchte ist eine vor allem historische, aber noch gebräuchliche Bezeichnung für Obstsorten, die im deutschsprachigen Raum als nicht einheimisch betrachtet werden und aus südlichen Ländern importiert werden. Südfrüchte, zu denen in erster Linie Zitrusfrüchte zählen, werden zum Teil auch in der gemäßigten Klimazone angebaut.
Als exotische Früchte (seltener Exotenfrüchte, kurz auch Exoten) werden meist wild wachsende oder kultivierte Früchte bezeichnet, die in vergleichsweise geringen Mengen aus fernen Ländern importiert werden und den Verbrauchern in Mitteleuropa noch nicht so vertraut sind wie etwa Orangen oder Bananen. Exotische Früchte stammen ebenfalls aus tropischen und subtropischen Ländern. Nach einem anderen Verständnis können auch etablierte Importfrüchte, die in großen Mengen eingeführt werden, zu den exotischen Früchten gerechnet werden, etwa Bananen. Nach Angaben aus dem Jahr 2001 war es damals üblich, speziell Zitrusfrüchte nicht zu den exotischen Früchten zu rechnen. Die Gegenüberstellung von „Exoten und Zitrusfrüchten“ als zwei getrennte, einander ergänzende Gruppen findet sich auch in aktuellen Publikationen. In den meisten Handelsstatistiken werden Zitrusfrüchte, Bananen und Kiwis nicht mehr zu den Exoten gezählt (Stand 2018).

## Problematik der Definition
Es gibt keine allgemein anerkannte, einheitliche Definition. So werden beispielsweise Nussfrüchte (wie die Macadamianuss) und nussartige Früchte (wie die Kokosnuss) teils zu den tropischen Früchten gerechnet, teils nicht. Die Unterschiede in den Definitionen beruhen zum Teil, wie auch sonst bei Früchten und Obst, auf den verschiedenen Sichtweisen von Biologen, Händlern und Konsumenten. Der allgemeine Sprachgebrauch hält sich auch nicht an Begriffsbestimmungen in der Fachliteratur.
Die Begriffe überschneiden sich und werden teilweise als Synonyme behandelt, obwohl sie nicht deckungsgleich sind. Beispielsweise gelten Orangen und Zitronen als klassische Südfrüchte; weil sie in großen Mengen eingeführt werden und den Konsumenten in den Importländern schon lange vertraut sind, werden sie meist nicht zu den exotischen Früchten gerechnet.
Bei den exotischen Früchten sind Grenzziehungen zwischen „exotisch“ und „nicht exotisch“ notwendigerweise willkürlich und verschieben sich, da viele als mehr oder weniger „exotisch“ empfundene Früchte in zunehmenden Mengen angeboten werden und im Lauf der Zeit den Konsumenten vertrauter werden. In einem Artikel aus dem Jahr 2010 wurde diese Entwicklung mit zwei Beispielen erläutert: „Waren Früchte wie Kaki und Feige früher echte Exoten, haben sie heute zahlreiche Obststände erobert.“ Nach Angaben aus dem Jahr 2018 werden Zitrusfrüchte, Bananen und Kiwis „in den meisten Statistiken nicht mehr unter den Exoten aufgeführt“, weil sie mittlerweile „selbstverständlich zum hiesigen Speiseplan gehören“. Wenn man Zitrusfrüchte, Bananen und Kiwis nicht zu den Exoten zählt, sind Mango, Ananas, Papaya und Avocado die vier bedeutendsten exotischen Früchte (gemessen an der Produktionsmenge weltweit).

## Südfrüchte
In der Fachliteratur umfasst der Begriff je nach Systematik:
- ausschließlich Zitrusfrüchte[12]
- Zitrusfrüchte, Bananen und Ananas[13]
- Zitrusfrüchte und exotische Früchte[14]
- Obstsorten, die vorwiegend in den Tropen oder Subtropen gedeihen (häufig unterteilt in Zitrusfrüchte und exotische Früchte)[3]

Südfrüchte werden im Mittelmeerraum, Afrika, Asien und Amerika angebaut.

## Exotische Früchte (Auswahl)
Laut dem Bundeszentrum für Ernährung (BZfE) sind die folgenden Exoten im deutschen Handel verfügbar. Andere Quellen bieten umfangreichere Listen (so auch Wikipedia unter Liste der Obstarten) oder eine kürzere Auswahl.
- Acai
- Acerola
- Ananas
- Annonen
  - Atemoya
  - Cherimoya
  - Stachelannone
- Apfelbeeren
- Avocado
- Babaco (Berg-Papaya)
- Banane
- Coquito (Frucht der Honigpalme)
- Dattel
- Durian
- Feige
- Feijoa (Brasilianische Guave)
- Gojibeere
- Granadilla
- Granatapfel
- Guave
- Hornmelone
- Jackfrucht
- Japanische Birne (Nashi-Birne)
- Japanische Stachelbeere („Mini-Kiwi“)
- Kaki
- Kaktusfeige
- Kapstachelbeere
- Karambole (Sternfrucht)
- Kiwi
- Litschi
- Longan
- Loquat (Frucht der Japanischen Wollmispel)
- Lulo
- Mango
- Mangostane
- Noni
- Papaya
- Passionsfrucht (Maracuja)
- Pepino
- Pitaya (Drachenfrucht, Pitahaya)
- Rambutan
- Salak
- Sapodilla (Frucht des Breiapfelbaums)
- Tamarillo
- Tamarinde

Viele der oben genannten Früchte werden wegen der begrenzten Lagerfähigkeit und der weiten Transportwege vorwiegend in verarbeiteter Form angeboten, beispielsweise als Zutat in Fruchtsäften, und sind eher selten als frische Frucht erhältlich.